# جويل هودسون
جويل هودسون (بالإنجليزية: Joel Hodgson)‏ (و. 1960  م) هو ممثل، وكاتب، وكاتب سيناريو، ومنتج أفلام، وممثل تلفزي أمريكي.

## التعليم
تعلم في Bethel University (Minnesota) ‏
.

## وصلات خارجية
- جويل هودسون على موقع IMDb (الإنجليزية)
- جويل هودسون على موقع ألو سيني (الفرنسية)
- جويل هودسون على موقع ميوزك برينز (الإنجليزية)
- جويل هودسون على موقع أول موفي (الإنجليزية)
- جويل هودسون على موقع إن إن دي بي (الإنجليزية)
- جويل هودسون على موقع ديسكوغز (الإنجليزية)
- جويل هودسون على موقع قاعدة بيانات الفيلم (الإنجليزية)
- جويل هودسون على موقع كينوبويسك (الروسية)